# Бург, Роберт, 4-й барон Бург
Роберт Бург (англ. Robert Burgh; примерно 1594 — 26 февраля 1602) — английский аристократ, 4-й барон Бург с 1597 года. Принадлежал к старинному роду, представители которого, владевшие землями в Линкольншире, возводили свою генеалогию к Хьюберту де Бургу, 1-му графу Кенту. Был единственным сыном Томаса Бурга, 3-го барона Бурга, и Фрэнсис Воган. После смерти отца унаследовал семейные владения и баронский титул, будучи примерно трёхлетним ребёнком. Умер в возрасте восьми лет и стал последним представителем старшей ветви рода. Его земли были разделены между сёстрами, а титул перешёл в состояние ожидания.